# Dolichoiulus tongiorgii
Dolichoiulus tongiorgii is een miljoenpotensoort uit de familie van de Julidae. De wetenschappelijke naam van de soort is voor het eerst geldig gepubliceerd in 1973 door Strasser.